# Laurent Cantet
Laurent Cantet (Melle, 11 de abril de 1961 – 25 de abril de 2024) foi um cineasta francês. Iniciou sua carreira cinematográfica na década de 1980 e recebeu 25 prêmios e dez indicações em festivais de cinema de todo o mundo. Foi graduado pelo IDHEC (Instituo de Estudos Cinematográficos Avançados) na França, e sua primeira produção foi o curta-metragen Tous à la Manif. Além de produzir curtas, Cantet foi assistente de direção e produção. Seu primeiro longa-metragem foi Human Resources, em janeiro de 2000. O filme foi exibido em diversos festivais, levando o nome de Laurent Cantet ao cenário cinematográfico mundial. Em 2008 dirigiu o filme Entre les Murs (em Portugal A Turma e no Brasil Entre os Muros da Escola), realizando uma parceria com o também francês François Bégaudeau, exercendo a função de roteirista e diretor ao adaptar o livro de François para a linguagem do cinema. O filme retrata a realidade vivida por adolescentes e professores no cotidiano escolar. Por esse trabalho Cantet recebeu sete prêmios.

## Morte
Cantet morreu em 25 de abril de 2024, aos 63 anos.

## Filmografia

### Diretor

#### Curtas-metragens
- 1994 : Tous à la manif (online)
- 1995 : Jeux de plage
- 2011 : Sept Jours à La Havane (filme de esquete) - segmento La fuente

#### Longas-metragens
- 1998 : Les Sanguinaires (filme para TV como parte da 2000 vu par...)
- 2000 : Ressources humaines
- 2001 : L'Emploi du temps
- 2005 : Vers le sud
- 2008 : Entre les murs
- 2012 : Foxfire
- 2014 : Retour à Ithaque
- 2017 : L'Atelier
- 2021 : Arthur Rambo

### Roteirista
- 1995 : Jeux de plage (curta-metragem)
- 1998 : Les Sanguinaires (filme para TV)
- 2000 : Ressources humaines
- 2001 : L'Emploi du temps
- 2005 : Vers le sud
- 2008 : Entre les murs
- 2012 : Foxfire

### Diretor de Fotografia
- 1987 : L'Étendu (curta-metragem)
- 1993 : Joyeux Noël (curta-metragem)
- 1998 : Cette nuit de Vincent Dietschy (média-metragem)

### Outros
Em 2009, Laurent Cantet apareceu no documentário La Dérive douce d'un enfant de Petit-Goâve de Pedro Ruiz, em que fala sobre o escritor haitiano Dany Laferrière e o romance La Chair du Maître, romance que inspirou o roteiro de seu filme Vers le sud.